# Йохан Адолф фон Насау-Узинген
Йохан (Йоханес) Адолф фон Насау-Узинген (на немски: Johann Adolph von Nassau-Usingen; * 17 юли 1740, Биберих; † 10 декември 1793, Висбаден) е принц от род Дом Насау (линия Насау-Саарбрюкен-Узинген) е граф на Саарбрюкен и Сарверден, господар на Лар, Висбаден и Идщайн. Той е френски полковник, също пруски генерал-лейтенант и командир на княжеския полк № 47.

## Биография
Той е най-малкият син на княз Карл фон Насау-Узинген (1712 – 1775) и първата му съпруга принцеса Христиана Вилхелмина фон Саксония-Айзенах (1711 – 1740), дъщеря на херцог Йохан Вилхелм фон Саксония-Айзенах и херцогиня Магдалена Сибила фон Саксония-Вайсенфелс. Брат е на княз и херцог Фридрих Август (1738 – 1816) и полубрат на граф Карл Филип фон Вайлнау (1746 – 1789).
През 1749 г. той с по-големите му братя е изпратен в Нидерландия. Там той учи в Утрехт. През 1752 г. отива на френска служба и става полковник.
По време на Седемгодишната война той е от 1757 до 1761 г. при френската войска в Германия. Участва в битки. В битката при Зондерхаузен е ранен на лявото рамо. През 1760 г. получава ордена Pour le Mérite militaire, а през 1763 г. – пфалцския орден Хубертус.
През 1764 г. отива на пруска служба при крал Фридрих II и става генерал-майор. През баварската наследствена война той е във войската на принц Хайнрих Пруски и става на 11 януари 1777 г. генерал-лейтенант. Той е обвинен в използване на армейски средства и ядосан напуска службата на 25 ноември 1778 г.

## Фамилия
Той вероятно се жени за Каролина Вилхелмина фрайин фон Райшах цум Райхенщайн (1740 – 1814). Няма деца.